# آسروك
شركة آسروك (بالإنجليزية: ASRock) (بالصينية التقليدية: 華擎科技股份有限公司 ) هي شركة تايوانية تُصنّع لوحات الأم وأجهزة الكمبيوتر الصناعية وأجهزة المسرح المنزلي (HTPC). تأسست في عام 2002 بقيادة تيد شو، وهي مملوكة حاليًا لشركة الإلكترونيات التايوانية بيغاترون.

## التاريخ
آسروك ASRock Inc. هي شركة تصنيع إلكترونيات مقرها تايوان وتركز على تطوير اللوحات الأم وأجهزة الكمبيوتر الصناعية وأجهزة HTPC.
تم فصل آسروك في الأصل عن شركة أسوس عام 2002 من أجل التنافس مع شركات مثل فوكسكون في سوق OEM للسلع الأساسية. منذ ذلك الحين، اكتسبت آسروك زخمًا في قطاع الأعمال اليدوية (DIY) وبدأت تخطط لنقل الشركة إلى المقدمة عام 2007 بعد أن إطلاقت سوق الأوراق المالية لديها وحققت الناجح في بورصة تايوان للأوراق المالية.
تنتج آسروك حاليًا اللوحات الأم للمستهلك والخادم ومحطة العمل واللوحات الأم HTPC ، في عام 2010 أصبحت جزءًا من بيغاترون.
تمتلك آسروك موزعين في أكثر من 90 دولة حول العالم وفروع في أوروبا والولايات المتحدة والصين.
في أبريل 2013 أسست آسروك نفسها كشركة تعمل على تزويد الخوادم بلوحات الأم، حيث تلقت طلبات من 10 عملاء متوسطي الحجم للوحات الأم لأجهزة الكمبيوتر الشخصية والخوادم الصناعية وكونت شراكات مع مجموعة من الشركات لتكامل الأنظمة.
آسروك هي ثالث أكبر شركة مصنعة للوحات الأم في العالم،  وقد تعاونت مع آشخاص للترويج لمنتجاتها، مثل جوناثان وينيل - صاحب الرقم القياسي لألعاب الكومبيوتر(12 مرة في بطولة ألعاب الكومبيوتر FPS World Games). بالإضافة إلى ذلك، في أوائل عام 2012 ، جندت آسروك خبراء مثل نيك شيه (بطل العالم في رفع تردد التشغيل HWBOT).

## منتجات وخدمات

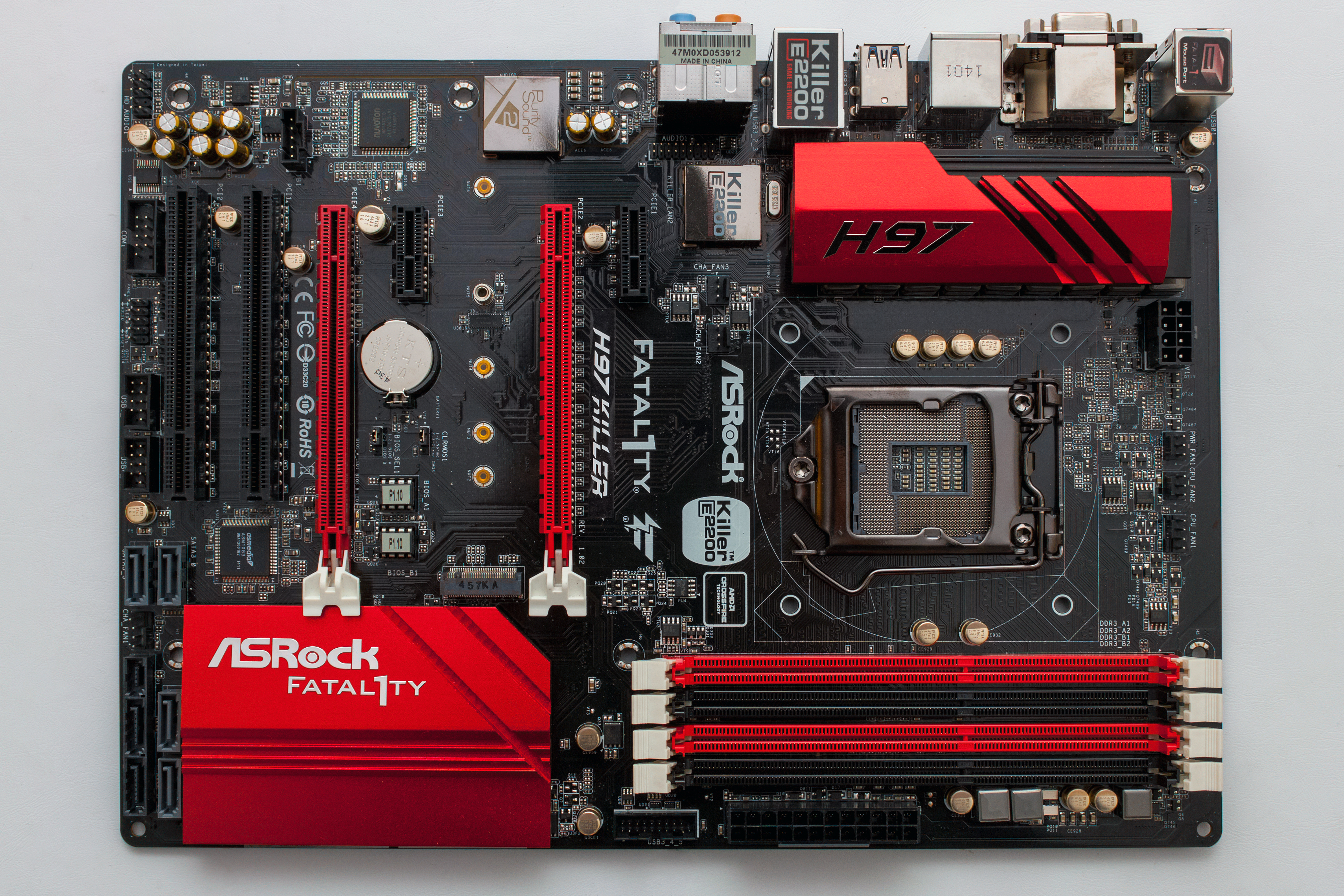
لوحة أم ماركة ASRock H97

إلى جانب اللوحات الأم، تبيع آسروك أيضًا أجهزة كمبيوتر- سطح المكتب - الصغيرة. وأدرجت ثلاثة منتجات من آسروك في القائمة المختصرة لجائزة العلامة التجارية التايوانية لعام 2012 لأول مرة، ثم أصبحت منتجات معتمدة من مجلس تطوير التجارة الخارجية عندما كانوا يروجون للعلامات التجارية التايوانية على مستوى العالم. في عام 2012، صعدت آسروك في أجهزة الكميوتر الصناعية سوق اللوحة الأم للخوادم . بدأت آسروك في تطوير بطاقات الرسومات بالشراكة مع إي إم دي في عام 2018 نتيجة الارتفاع الكبير في تعدين العملات المشفرة.

## نظرة عامة على حصة السوق
وفقًا للتقرير السنوي لعام 2011 من قبل ديجيتايمز، نمت آسروك بسرعة كبيرة في السنوات القليلة الماضية. وكانت آسروك واحدة من أفضل 3 ماركات للوحات الأم لمدة عامين متتاليين.
| شركة       | شحنات 2011 | شحنات 2012 |
| ---------- | ---------- | ---------- |
| أسوس       | 23.2       | 22.2       |
| جيجا بايت  | 17         | 18.5 - 19  |
| آسروك      | 7.8        | 8          |
| ميكرو ستار | 7          | 6          |
| بيوستار    | 5          | 4.5        |
| ECS        | 5          | 4.5        |

( ملاحظة: لا يتم تضمين شحنات MSI و ECS من OEM في الأشكال. المصدر: الشركات ومراقبو السوق، من إعداد ديجيتايمز، نوفمبر 2012)

## روابط خارجية
- الموقع الرسمي